# 鳥眼辣椒
鳥眼辣椒，又稱雀眼辣椒，簡稱鳥眼椒、雀眼椒，原產於墨西哥，是多年生植物。鳥眼辣椒外觀細小，但具有高辣度，根據史高維爾指標，鳥眼辣椒的SHU值约为50,000至100,000，不但比墨西哥辣椒辣很多，也比朝天椒更辣，是一種產量大、辣度高的辣椒。

## 栽種及應用
鳥眼辣椒由墨西哥被歐洲殖民者帶到歐洲、非洲及亞洲，成為一種常见于東非和东南亚的辣椒，也是许多亚洲菜肴中的原料之一，在泰國菜尤為常用，在當地亦大量種植，故鳥眼辣椒又被稱為泰国辣椒。